# アカオモズ

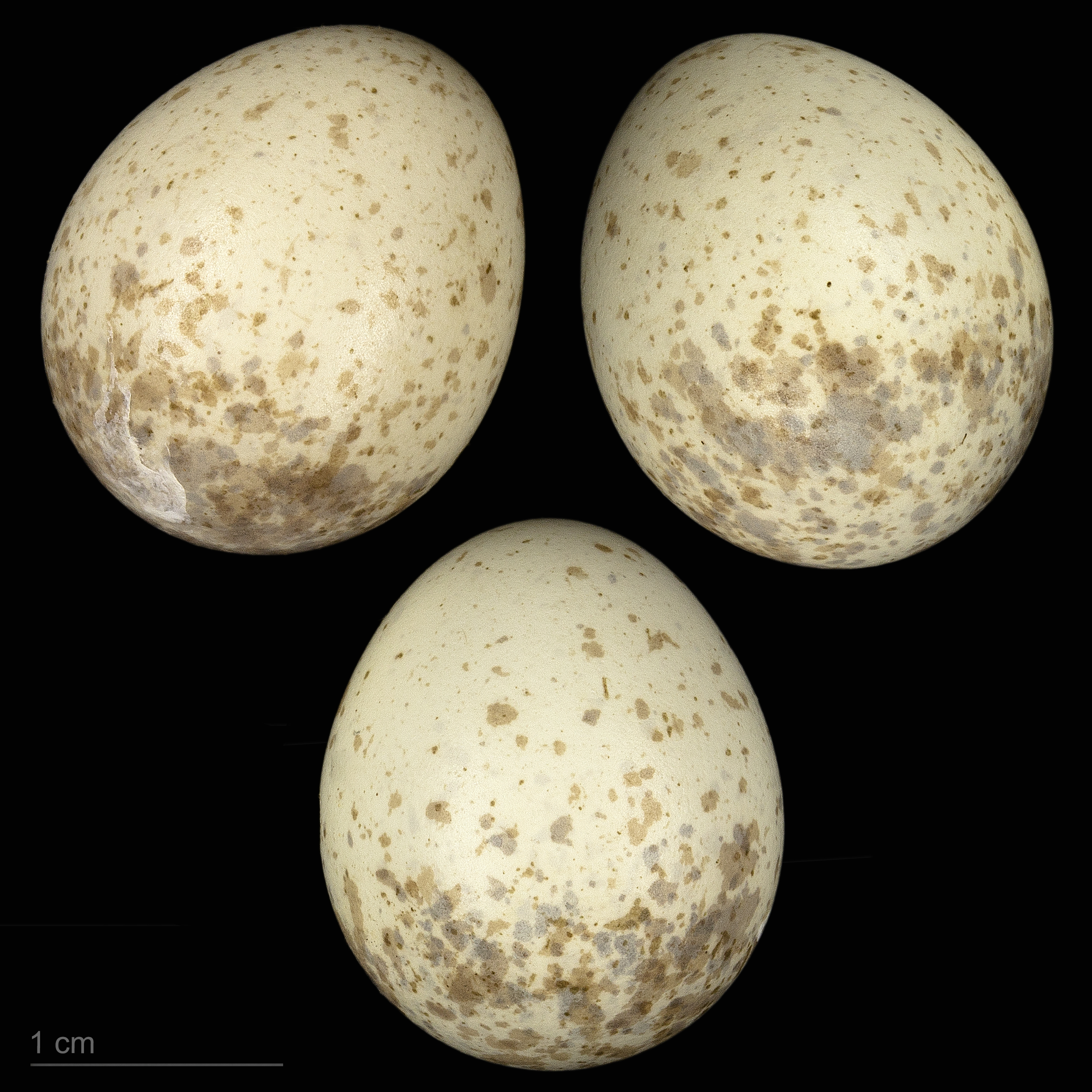
Lanius isabellinus phoenicuroides

アカオモズ（赤尾百舌、学名：Lanius isabellinus）は、スズメ目モズ科に分類される鳥類の一種。